# Emeka Ezeugo
Emeka Ezeugo (ur. 16 grudnia 1965 w Abie) – piłkarz nigeryjski grający na pozycji środkowego pomocnika. Nosił przydomek „Emmy”.

## Kariera klubowa
Ezeugo jest wychowankiem klubu z rodzinnego miasta Aba o nazwie Enyimba FC. W barwach tego klubu zadebiutował w nigeryjskiej ekstraklasie. W latach 1988–1989 był graczem innego pierwszoligowego klubu, Rangers International. W 1990 roku Ezeugo wyjechał na wakacje do Indii, gdyż jego brat Vincent grał w tamtejszym zespole Mohammedan Sporting Club w lidze Kalkuty (nie było wówczas piłkarskiej ligi Indii). Po przeprowadzeniu kilku treningów z tym zespołem, Emeka podpisał kontrakt. W Indiach nie pograł jednak zbyt długo i zaraz potem wyjechał do Malezji i grał w tamtejszym klubie Pahang FA.
Jeszcze w 1990 roku Ezeugo wyjechał do Europy i we wrześniu podpisał kontrakt z duńskim Lyngby BK, który interesował się nim jeszcze w 1989 przed wyjazdem Emeki do Indii. Po rozegraniu kilku meczów w Superligaen zajął z Lyngby 6. pozycję w lidze. W skróconym sezonie w 1991 roku nie był podstawowym zawodnikiem Lyngby, które zostało wicemistrzem kraju. Podobnie było w kolejnym sezonie – 1991/1992 – gdy Lyngby wywalczyło mistrzostwo Danii. Po sezonie Ezeugo zaczął mieć problemy ze swoim klubem. Nie grał dobrze, a Lyngby nie zamierzało mu płacić należności za grę. Ezeugo odmówił gry i w lutym 1993 odszedł za darmo do Aalborg BK. Wystąpił w przegranym 0:2 z Odense BK finale Pucharu Danii oraz 7 ligowych meczach (wywalczył wicemistrzostwo kraju). Po sezonie jego były klub Lyngby oddał mu należności w wysokości 100 tysięcy dolarów. Wrócił do Lyngby, ale kolejny sezon znów zaczął w Aalborgu, w barwach którego zagrał w 3 ligowych meczach i zimą przeszedł do węgierskiego Kispestu-Honved Budapeszt. Tam także nie pograł zbyt wiele – raptem 4 mecze – i zajął z budapeszteńskim klubem 2. miejsce w lidze. Po sezonie wrócił do Danii i tym razem został graczem Fremad Amager, ale już po 4 meczach zrezygnował z gry w tym klubie.
Ezeugo w grudniu 1994 trochę niespodziewanie podpisał kontrakt z silnym hiszpańskim klubem Deportivo La Coruña. Wyjechał wówczas na obóz reprezentacji Nigerii. Wrócił na krótko do ojczyzny i tam mocno ucierpiał w wypadku samochodowym. Niektóre plotki głosiły nawet, iż doznał śmiertelnych obrażeń. Deportivo nie mogło skontaktować się z zawodnikiem i zerwało dopiero co podpisany kontrakt. Plotki okazały się nieprawdziwe, ale stan Ezeugo był krytyczny. Emeke zabrano do szpitala do Londynu, gdzie u wujka miał przechodzić leczenie i rehabilitację. Cały rok 1995 Ezeugo spędził w szpitalu i na początku 1996 mógł wznowić lekkie treningi. Jednak wypadek i liczne operacje spowodowały, że jego lewa noga stała się krótsza od prawej, a dodatkowo miał liczne obrażenia twarzy i ramienia.
Do piłki Ezeugo wrócił w 1997 roku gdy został graczem indyjskiego Churchill Brothers SC. Tam grał ze swoim rodakiem Chibuzorem Nwakanmą. Ze swoją drużyną zajął 9. miejsce (na 10 drużyn) w drugiej edycji Indyjskiej Ligi Narodowej. Pod koniec sezonu, w 1998 roku wyjechał z Indii i na próżno szukał klubu w Europie. Ostatecznie wylądował w amerykańskiej drużynie Hershey Wildcats grającej w A-League. Sezon zakończył na 2. miejscu w Atlantic Division i doszedł ze swoim zespołem do półfinału, w którym Wildcats przegrali z Rochester Rhinos. Na sezon 1998/1999 wyjechał do walijskiego klubu z Second Division, Porthmadog, z którym zajął 7. miejsce w lidze. W 1999 roku wrócił do USA i przez pół roku grał w Connecticut Wolves, które zajęło ostatnie miejsce w Eastern Conference w A-League, a po sezonie rozwiązał z tym zespołem kontrakt. Ostatnie lata kariery Ezeugo to gra w zespołach z Peru. Rok 2000 spędził w zespole Deportivo Wanka, z którym zajął 9. miejsce w lidze, a rok 2001 (ostatni w karierze) w CD Estudiantes de Medicina, z którym zakończył sezon na 11. miejscu w lidze.

## Kariera reprezentacyjna
W 1988 roku Ezeugo był członkiem kadry olimpijskiej na Olimpiadzie w Seulu. W pierwszym meczu z Brazylią Manfred Höner wystawił go w obronie, a Nigeria przegrała aż 0:4. Na boisko wybiegł dopiero w trzecim, ostatnim meczu turnieju z Australią, gdy zmienił Mike’a Obiku.
W 1992 roku został powołany przez Clemensa Westerhofa na Puchar Narodów Afryki. Tam też Ezeugo zadebiutował w pierwszej reprezentacji, 12 stycznia w wygranym 2:1 meczu z Senegalem. Ezeugo na tym turnieju grał jako obrońca i spisywał się całkiem dobrze. Zagrał we wszystkich meczach turnieju swojej drużyny, także w tym o 3. miejsce, wygranym 2:1 z Kamerunem, gdy w zmienił w trakcie meczu kontuzjowanego Augustine Eguavoena.
W 1994 roku Westerhof powołał niespodziewanie Emekę na finały Mistrzostwa Świata w USA. Tam zagrał tylko 13 minut w wygranym 3:0 grupowym meczu z Bułgarią, a jego rodacy już bez niego doszli do 1/8 finału, a tam przegrali po dogrywce 1:2 z Włochami.
Ogółem w reprezentacji Nigerii Ezeugo wystąpił w 11 spotkaniach i nie zdobył w nich gola.

## Kariera trenerska
Po zakończeniu kariery piłkarskiej Ezeugo został trenerem i trenował między innymi zespoły z ligi Bangladeszu.